# Josef Jungmann
Josef Jungmann, někdy také Josef Jakub Jungmann (16. července 1773 Hudlice nedaleko Berouna – 14. listopadu 1847 Praha), byl český básník a lingvista a vedoucí osobnost českého národního obrození. Spolu s Josefem Dobrovským je považován za tvůrce moderní češtiny.

## Život

### Původ a mládí

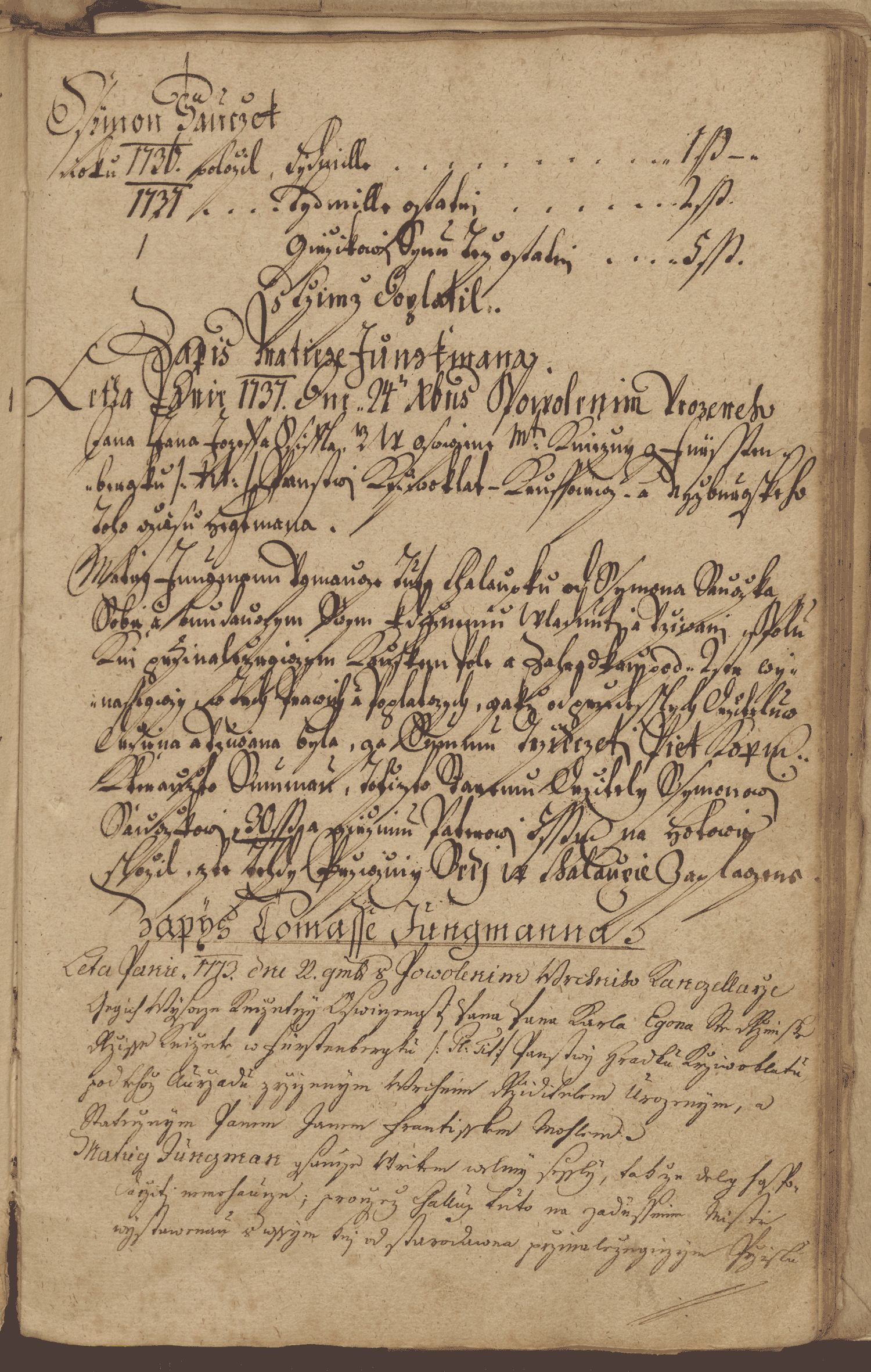
Zápis z roku 1773 o usedlosti ševce Tomáše Jungmanna v knize zádušních pozemků. (SOA Praha)

Rod Jungmannů pocházel z Hudlic. Roku 1637 se tam přistěhoval Matěj Jungkmon. Josef Jungmann se narodil jako šesté dítě z deseti v rodině ševce v Hudlicích a byl původně určen k církevní kariéře. Jeho mladší bratr Antonín Jan Jungmann se stal lékařem a univerzitním profesorem gynekologie. Další bratr Jan Jungmann byl knězem a členem Řádu křižovníků s červenou hvězdou.

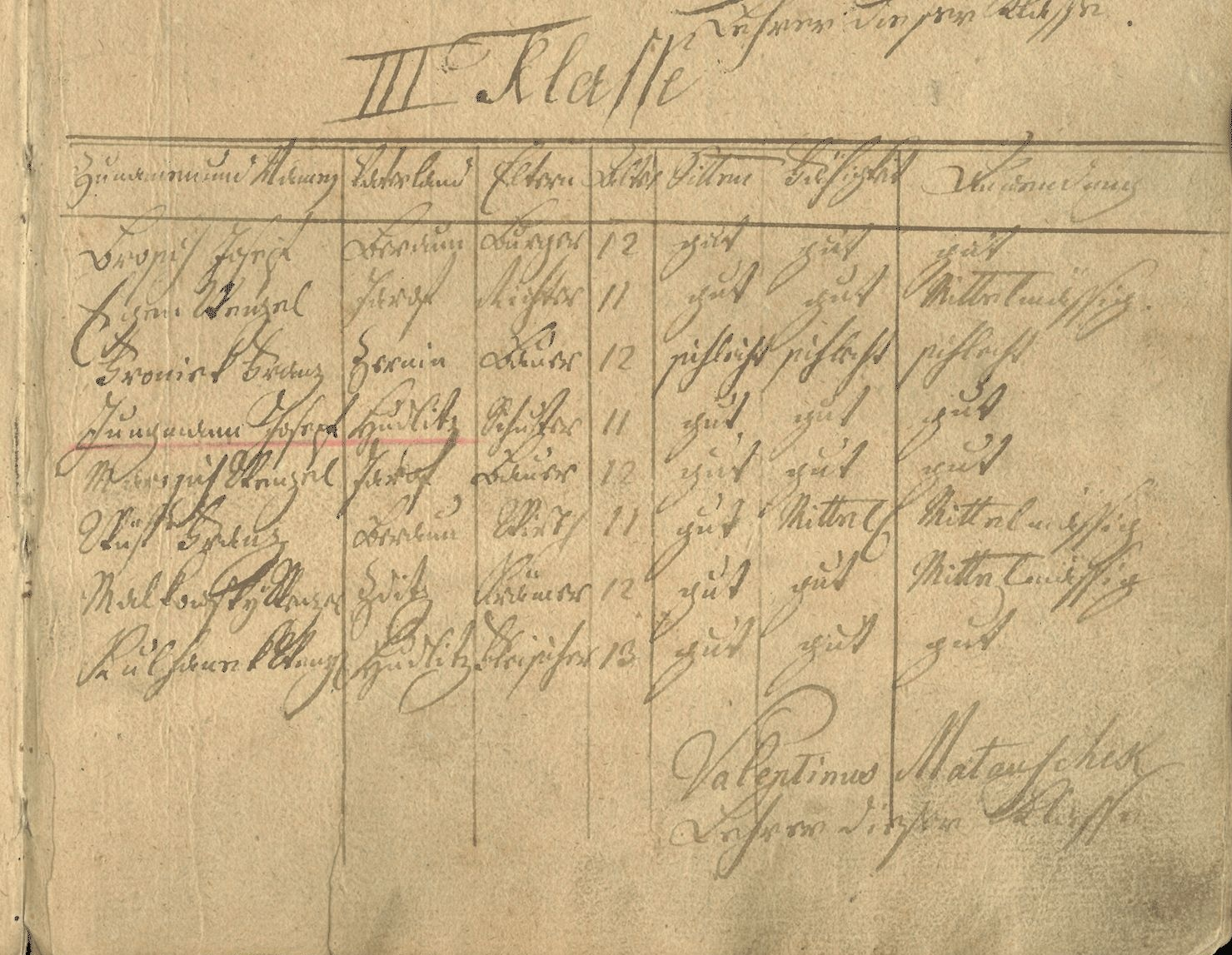
Záznam Josefa Jungmanna ve školním katalogu normální školy v Berouně.

Od svých 11 let, v letech 1784 až 1788, navštěvoval Josef piaristickou normální školu v Berouně, odkud přešel na gymnázium do Prahy. Roku 1792 toto gymnázium, nacházející se v Panské ulici na Novém Městě, absolvoval. Dále studoval filozofii na filozofické fakultě Karlo–Ferdinandovy university (1792–1795). Později (do roku 1799) studoval také práva, ale toto studium nedokončil. V této době působil zároveň jako soukromý učitel.

### Litoměřice a Praha
V roce 1799 se přestěhoval do Litoměřic. Od roku 1800 vyučoval na tamním gymnáziu češtinu, za což nepobíral plat. Ve své době byl prvním gymnaziálním učitelem češtiny v Českém království. Jeho jméno nese dnešní litoměřické Gymnázium Josefa Jungmanna. Po jeho odchodu vyučoval češtinu v Litoměřicích Jan Jodl.
Roku 1815 odešel Jungmann do Prahy, kde se stal ředitelem (prefektem) Akademického gymnázia v dnešní Štěpánské ulici. Český jazyk Jungmann vyučoval také na Filozofické fakultě pražské univerzity, kde se posléze stal děkanem.
Jungmann položil teoretické základy vývoji novodobé češtiny. Byl vůdčí osobností tzv. druhé (preromantické) generace obrozenců.

### Rodinný život
V době svého pobytu v Litoměřicích se Josef Jungmann seznámil s Johannou Světeckou z Černčic (1780–1855). Oženil se s ní v tomto městě dne 18. listopadu 1800. Ženichovi bylo 27 let, nevěstě pravděpodobně 19 let. Manželka pocházela ze staročeského šlechtického rodu, známého od 15. století. Do rodu patřil i třeboňský archivář Petr Kašpar Světecký. Mateřštinou Anny Světecké byla němčina, česky se však naučila a manželé se dohodli, že jejich děti budou vychovávány česky.
Od roku 1816 až do své smrti bydlel Jungmann se svou rodinou na pražském Novém Městě v domě čp. 749/II v Široké ulici 32, která byla roku 1878 přejmenována na jeho počest na Jungmannovu ulici. Manželé měli spolu šest dětí, z nichž se dospělosti dožily čtyři. Nejstarší, jediný syn Josef (1801–1833), užíval pro odlišení od otce patronymum Josefovič, ale zemřel již ve věku 32 let. Byl otcovým spolupracovníkem a překladatelem.

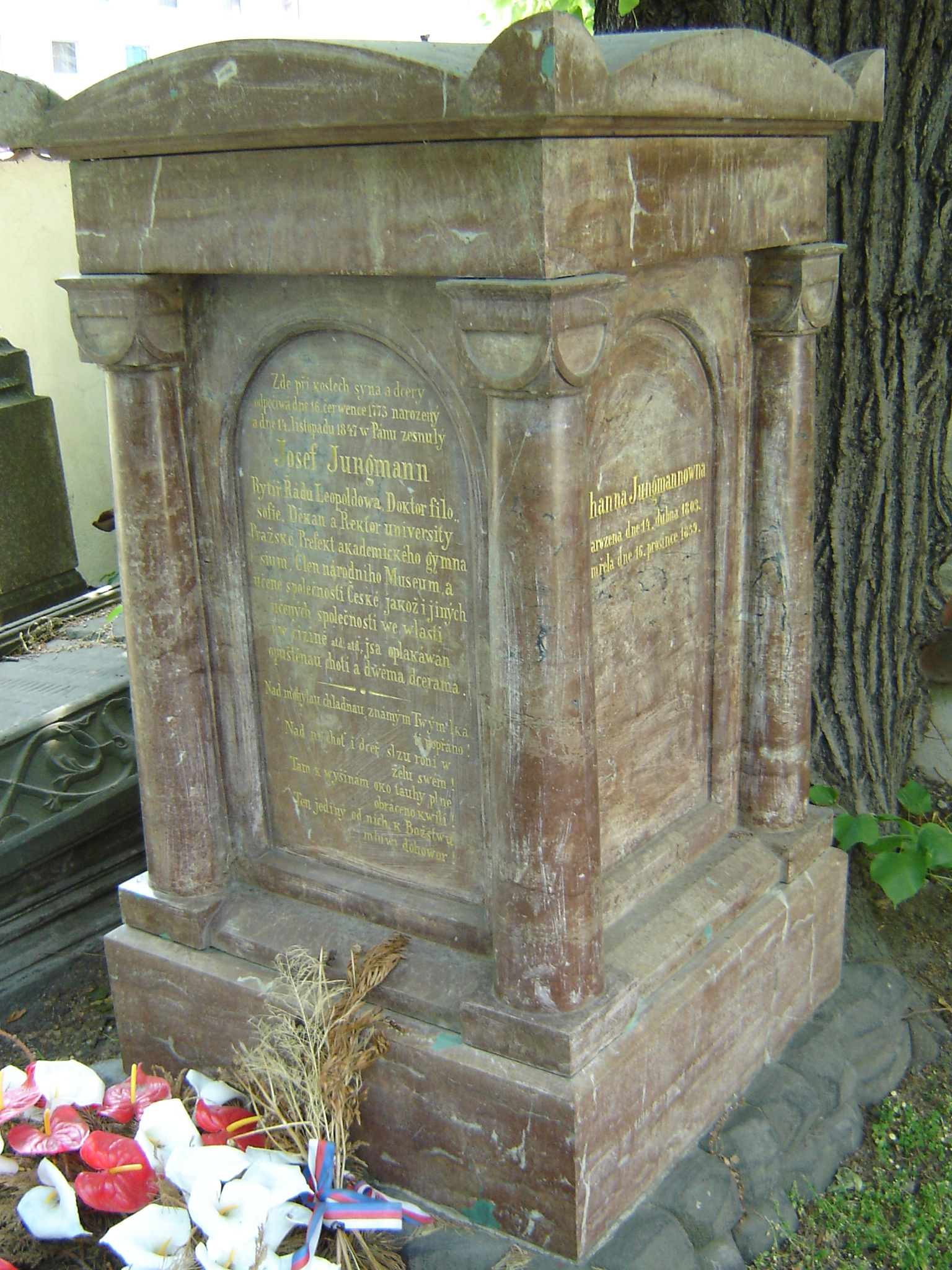
Hrob Josefa Jungmanna na Olšanských hřbitovech

Josef Jungmann je pochován na Olšanských hřbitovech.

## Dílo (výběr, první vydání)
Josef Jungmann se zasloužil o založení prvního českého vědeckého časopisu Krok, který byl vydáván od roku 1821. Kolem něj se vytvořila skupina českých obrozenců, která je nazývána Jungmannovou básnickou a vědeckou školou. Patřily k ní významné osobnosti české vědy a literatury té doby jako František Palacký, Jan Evangelista Purkyně, František Ladislav Čelakovský a další. S pomocí této vědecké skupiny se Jungmannovi podařilo vydat jeho životní dílo: pětidílný Slownjk česko-německý Josefa Jungmanna, který obsahoval 120 000 hesel a byl postupně publikován v letech 1835–1839. Po Dobrovského Zevrubné mluvnici české byl tento slovník druhým základním kamenem pro ustanovení norem spisovné češtiny. Císař Ferdinand I. Dobrotivý Jungmannovi za vydání Slovníku česko-německého udělil v roce 1839 Císařský rakouský řád Leopoldův a povýšil jej na dědičného rytíře. První díl tohoto slovníku byl vydán roku 1835.
Měl v úmyslu sestavit první českou „malou encyklopedii“, která měla obsahovat hesla ze všech hlavních vědních oborů. Tento záměr se však neuskutečnil.
Po vzniku sporu o rukopisy královédvorského a zelenohorského obhajoval Jungmann jejich pravost. Není vyloučena ani jeho autorská spoluúčast na vzniku těchto rukopisů.

### Překlady
Ve svých překladech z jiných jazyků se Jungmann snažil o rozvoj češtiny, netvořil však slova bez pravidel, nýbrž se snažil dodržovat zásady Josefa Dobrovského. Nová slova vyhledával z příbuzných slovanských jazyků, která pak počešťoval. Snažil se o maximální přesnost překladů. Zpravidla k překladům připojoval hesláře slov, která nově vytvořil, aby zjednodušil četbu a napomohl všeobecnému přijetí novotvarů.
- Atala, aneb, Láska dwau diwochů na paussti (autor François René de Chateaubriand). V Praze, Frantissek Geřábek, 1805.
- Jana Miltona Ztracený ráj (autor John Milton). V Praze, Bohumil Háse, 1811.
- Únos ze serailu (zpěwohra we třech děgstwich do hudby uwedená od Wolfganga Amadea Mozarta; Christoph Friedrich Bretzner, S. Gottlieb) V Praze, Josefa Fetterlová, 1830.
- Herman a Dorota (epos idylické (sic), Jan Wolfgang Goethe). V Praze, I.L. Kober, 1841 a 1890.
- Píseň o zvonu (báseň od Friedricha ze Schillerů; dle překladu J. Jungmannova a J. Purkyňova hudbě Ondřeje Romberga přispůsobil (sic) František Xav. Částka). V Praze. Tiskem a nákladem Antonína Renna, 1865.

### Vlastní díla (starší vydání)
- Slowesnost, aneb, Zbjrka přjkladů s krátkým pogednáním o slohu k prospěchu wlastenecké mládeže od Josefa Jungmanna (V Praze, Josefa Fetteerlowá z Wildenbrunnu, 1820) – teorie literatury, líčí zde bohatství české literatury od doby Jana Husa. Jde o slohovou čítanku a úvod do teorie slohu.
- Historie literatury české aneb saustawný přehled spisů českých, s krátkau historij národu, oswiceni a gazyka pracj Josefa Jungmanna (V Praze, Pjsmem Antonina Straširypky, 1825) – bývá používán zkrácený název Historie literatury české. Toto dílo vychází z práce Josefa Dobrovského, jde o soupis všech tehdy známých českých literárních památek. Dělí se na šest dílů:
  1. Od počátku až po vymření Přemyslovců (1306)
  2. Od roku 1306 až po Jana Husa
  3. Od Husa po rozšíření knihtisku
  4. Od rozšíření knihtisku do přemožení nekatolické strany
  5. Od přemožení nekatolické strany do zavedení němčiny jako vyučovacího a úředního jazyka do škol a úřadů
  6. Od zavedení němčiny do škol a úřadů do své doby
- O počátku a proměnách pravopisu českého a w čem tak nazwaná analogická od bratrské posawád užjwané orthografie se rozděluge, k ljbeznému a nestrannému uwáženj wšem P.P. wlastencům w krátkosti podáno (V Praze, Tiskem Knížecí arcibiskupské knihtiskárny, 1828). Vydáno anonymně, spoluautorem byl Václav Hanka.
- Slownjk česko-německý Josefa Jungmanna (V Praze, Pomocj Českého Museum, 1835–1839) – pět dílů, přibližně 120 000 hesel.
- Josefa Jungmanna Sebrané spisy veršem i prosau (V Praze, Nákladem Českého museum, W kommissj u Kronbergra i Řiwnáče, 1841).
- Josefa Jungmanna Slovesnost, aneb, Náuka o výmluvnosti prosaické, básnické i řečnické, se sbírkau příkladů nevázané i vázané řeči (V Praze, České museum, V kommissí u Kronbergra a Řiwnáče, 1845).
- Josefa Jungmanna Historie literatury české, aneb, Saustavný přehled spisů českých s krátkau historií národu, osvícení a jazyka (V Praze, Nákladem Českého museum, V komissí kněhkupectví F. Řivnáče, 1849).
- Neues Taschenwörterbuch der böhmischen und deutschen Sprache. Böhmischdeutscher Theil (nach Jungmann, Šumavský und Anderen von Josef Rank; Nový slovník kapesní jazyka českého i německého. Díl českoněmecký, dle Jungmanna, Šumavského a mn. jiných sestavil Josef Rank, Prag, Druck und Papier von Gottlieb Haase Söhne, 1863).
- Nový slovník kapesní jazyka českého i německého. Díl německočeský (dle Šumavského, Jungmanna, Weniga a mn. jiných sestavil Josef Rank; Neues Taschenwörterbuch der böhmischen und deutschen Sprache. Deutschböhmischer Theil, nach Šumavský, Jungmann, Wenig und Anderen von Josef Rank. V Praze, C.k. dvorní knihtiskárna synův Bohumila Haase, 1864).

### Ostatní
- Dvojí rozmlouvání o jazyce českém (1806) – jedná se o dvě statě v časopise Hlasatel český, kde vyjádřil jakýsi kulturní program své generace. V tomto díle spolu rozmlouvá v podsvětí současný Čech a Němec s Čechem veleslavínské doby. Jungmann vyzdvihuje kvalitu veleslavínské češtiny a ostře kritizuje češtinu své doby. Čech mluví špatně a nesrozumitelně, poloněmecky. Němec kritizuje Čechy za napodobování němčiny. Jde o dialog stoupenců a odpůrců národních snah. Objevuje se zde myšlenka, že Čech není každý obyvatel této země, ale pouze ten, kdo mluví česky.
- Oldřich a Božena – historická romance

### Novodobá vydání
- Zápisky (k vydání připravil, doslov, ediční poznámku a vysvětlivky napsal Rudolf Havel, Praha, Odeon, 1973)
- Slovník česko-německý, Díly 1.-5. (Academia, Praha, 1989-1990)
- Zápisky (edičně připravil, vydavatelskou poznámku napsal a vysvětlivky zpracoval Radek Lunga; předmluva Eva Ryšavá, Praha, Budka, 1998)

## Vyobrazení Josefa Jungmanna

### Plastiky
- Pomník sedícího spisovatele, Ludvík Šimek, bronz, podstavec Antonín Barvitius, Praha 1873
- Návrh na pomník sedícího spisovatele, Ludvík Šimek, zlacená sádra, Praha kolem 1870, Národní muzeum
- Návrh na pomník sedícího spisovatele, Ludvík Šimek (varianta), patinovaná sádra, Praha kolem 1870, Muzeum hlavního města Prahy
- Návrh na pomník stojícího spisovatele, Bohuslav Schnirch, miniatura, patinovaná sádra, Praha; Národní muzeum
- Poprsí v nadživotní velikosti, František Stránský, sádra, Praha 1901, realizace: bronz v Panteonu Národního muzea, odlila firma Bendelmayer a Červenka
- Poprsí, Josef Effenberger, patinovaná sádra, Památník národního písemnictví, Muzeum literatury: Praha 6,  Pelléova 22
- Pomník s poprsím J. Jungmanna v gotické věži, v životní velikosti před rodným domem v Hudlicích, železná litina
- Pomník v Olovnici z roku 1874, autorem místní kameník František Kdýr[14]
- Pomník v Jungmannových sadech ve Vysokém Mýtě (1911)[15]

### Obrazy
- Antonín Machek: Polopostava, olejomalba na plátně; Národní muzeum
- Anonym podle Antonína Machka: Polopostava
- Skica k portrétu, kresba na papíře
- Jubilejní portrét, litografie

### Medaile, plakety a mince
- Medaile k odhalení pomníku v Praze
- Medaile ke 100. výročí narození, Václav Kříž, Praha 1873
- Medaile ke 100. výročí narození, J. Kvasnička
- Medaile k odhalení pomníku ve Volovicích, 1873
- Medailon pamětní Národopisné výstavy českoslovanské v Praze, Hořovice 1895
- Medaile ke 125. výročí narození v Hudlicích, V. Šmakal 1899
- Medaile ke sjezdu Spolku českých vysloužilců a k oslavám 125. výročí narození v Hudlicích, V. Šmakal 1899
- Medaile ke 125. výročí narození v Hudlicích, V. Šmakal 1899
- Medaile ke 200. výročí narození
- Plaketa pamětní jednostranná, Praha 1910
- Pamětní padesátikorunová mince k 200. výročí narození, Praha 1973

## Zajímavosti
- Jméno Josefa Jungmanna je umístěno pod okny Národního muzea v Praze spolu s mnoha dalšími, viz Dvaasedmdesát jmen české historie.
- V bývalých lázních Šternberk na Kladensku Jungmann napsal jedno ze svých posledních děl Zápisky, v němž mimo jiné kritizuje německou mluvu v českých zemích.
- Po Josefu Jungmannovi je také pojmenována Jungmannova základní škola v Berouně, ve Středočeském kraji.
- Po Josefu Jungmannovi je pojmenované Gymnázium v Litoměřicích (GJJ krátce) v Ústeckém kraji
- Obec překladatelů uděluje od roku 1991 každoročně Cenu Josefa Jungmanna za nejlepší překladové dílo publikované v prvním vydání v českém jazyce.[16]